# Trepča, Andrijevica
Trepča este un sat din comuna Andrijevica, Muntenegru. Conform datelor de la recensământul din 2003, localitatea are 238 de locuitori (la recensământul din 1991 erau 264 de locuitori).

## Demografie
În satul Trepča locuiesc 185 de persoane adulte, iar vârsta medie a populației este de 39,1 de ani (35,3 la bărbați și 42,9 la femei). În localitate sunt 72 de gospodării, iar numărul mediu de membri în gospodărie este de 3,31.
|  |

| Demografie | Demografie | Demografie |
| An         | Locuitori  | Locuitori  |
| ---------- | ---------- | ---------- |
|            |            |            |
|            |            |            |
|            |            |            |
|            |            |            |
| 1948       | 481        |            |
| 1953       | 480        |            |
| 1961       | 399        |            |
| 1971       | 392        |            |
| 1981       | 330        |            |
| 1991       | 264        | 254        |
| 2003       | 267        | 238        |

| \| Componența etnică conform recensământului din 2003[2] \| Componența etnică conform recensământului din 2003[2] \| Componența etnică conform recensământului din 2003[2] \| Componența etnică conform recensământului din 2003[2] \| Componența etnică conform recensământului din 2003[2] \| \| ----------------------------------------------------- \| ----------------------------------------------------- \| ----------------------------------------------------- \| ----------------------------------------------------- \| ----------------------------------------------------- \| \| \| \| \| \| \| \| Sârbi \| Sârbi \| \| 180 \| 75,63% \| \| Muntenegreni \| Muntenegreni \| \| 45 \| 18,9% \| \| necunoscută \| necunoscută \| \| 2 \| 0,84% \| |              |  |     |        |
| Componența etnică conform recensământului din 2003 |              |  |     |        |
| |              |  |     |        |
| Sârbi | Sârbi        |  | 180 | 75,63% |
| Muntenegreni | Muntenegreni |  | 45  | 18,9%  |
| necunoscută | necunoscută  |  | 2   | 0,84%  |